# Калліопа Перлетт Луїзі
Калліопа Перлетт Луїзі (англ. Calliopa Pearlette Louisy; нар. 8 червня 1946) — генерал-губернатор Сент-Люсії з 8 червня 1997 до 31 грудня 2017 року. Перша жінка, яка займала цей пост. Змінила на ньому Джорджа Маллета.

## Біографія
Народилася в селі Лаборі, відвідувала місцеву початкову і середню школи. У 1960 році вона продовжила навчання в школі для дівчаток «St. Joseph's Convent» вступивши туди за стипендією Javouhey Scholarship. У 1966 році, через рік після завершення середньої освіти вона була нагороджена стипендією Міністерства міжнародного розвитку Канади (CIDA) для отримання ступеня бакалавра англійської та французької мов в Університеті Вест-Індії в Кейв Гілл, Барбадос.
У 1972 році вона була нагороджена стипендією Канадського плану стипендій Співдружності і отримала ступінь магістра мистецтв та лінгвістики в Університеті Лаваля у Квебеку, Канада. У 1991 році вона поступила в Бристольський університет у Великій Британії, де отримала ступінь доктора філософії в галузі освіти.
Луїзі зробила значний внесок у розвиток освіти в Сент-Люсії, пропрацювавши більшу частину кар'єри вчителем. У 1969-72 і 1975-76 роках вона викладала в «St. Joseph's Convent». З 1976 до 1986 року працювала викладачем французької мови, потім була призначена директором коледжу «A'Level College». Коли «A'Level College» і «Morne Technical School» були об'єднані в коледж «Сер Артур Льюїс Ком'юніті», вона спочатку працювала деканом, а потім була призначена заступником директора і директором коледжу..

## Відзнаки
У 1999 році Луїзі отримала почесний ступінь доктора права (LL.D.) Університету Бристоля. 16 липня 1999 року її було відзначено титулом дами Великого хреста ордена Святого Михайла і Святого Георгія. У 2011 році вона отримала почесний ступінь доктора права (LLB) Університету Вест-Індії.
У 1998 році була номінована на звання Міжнародної жінки року Міжнародним біографічним центром.